# Rue Georges-Perec
La rue Georges-Perec, du nom de l’écrivain Georges Perec (prix Renaudot 1965, prix Médicis 1978), est une rue située dans le 20e arrondissement de Paris dans le quartier Saint-Fargeau.

## Situation et accès
D'une longueur de 34 mètres et d'une largeur de 4 mètres, la rue est essentiellement une rue piétonne puisque coupée en son milieu par un escalier comportant 21 marches et éclairé d'un lampadaire.
Située dans le lotissement Campagne à Paris, elle n'est pas très loin de la porte de Bagnolet et est desservie par la station de métro Porte de Bagnolet sur la ligne 3.

## Origine du nom
La rue porte le nom de l'écrivain Georges Perec (1936-1982), et alors même que Perec avait lui peu de goût pour la campagne, mais par contre une bonne connaissance du quartier de Belleville proche et dans lequel il avait passé son enfance. L'écrivain habita également le 13, rue Linné, voie située dans le 5e arrondissement, une plaque ayant été apposée sur la façade de l'immeuble pour attester sa présence entre 1974 et 1982, année de sa mort. Ce fut donc la première plaque officiellement inaugurée par un membre du conseil municipal de la ville de Paris, avant même la création de cette rue.

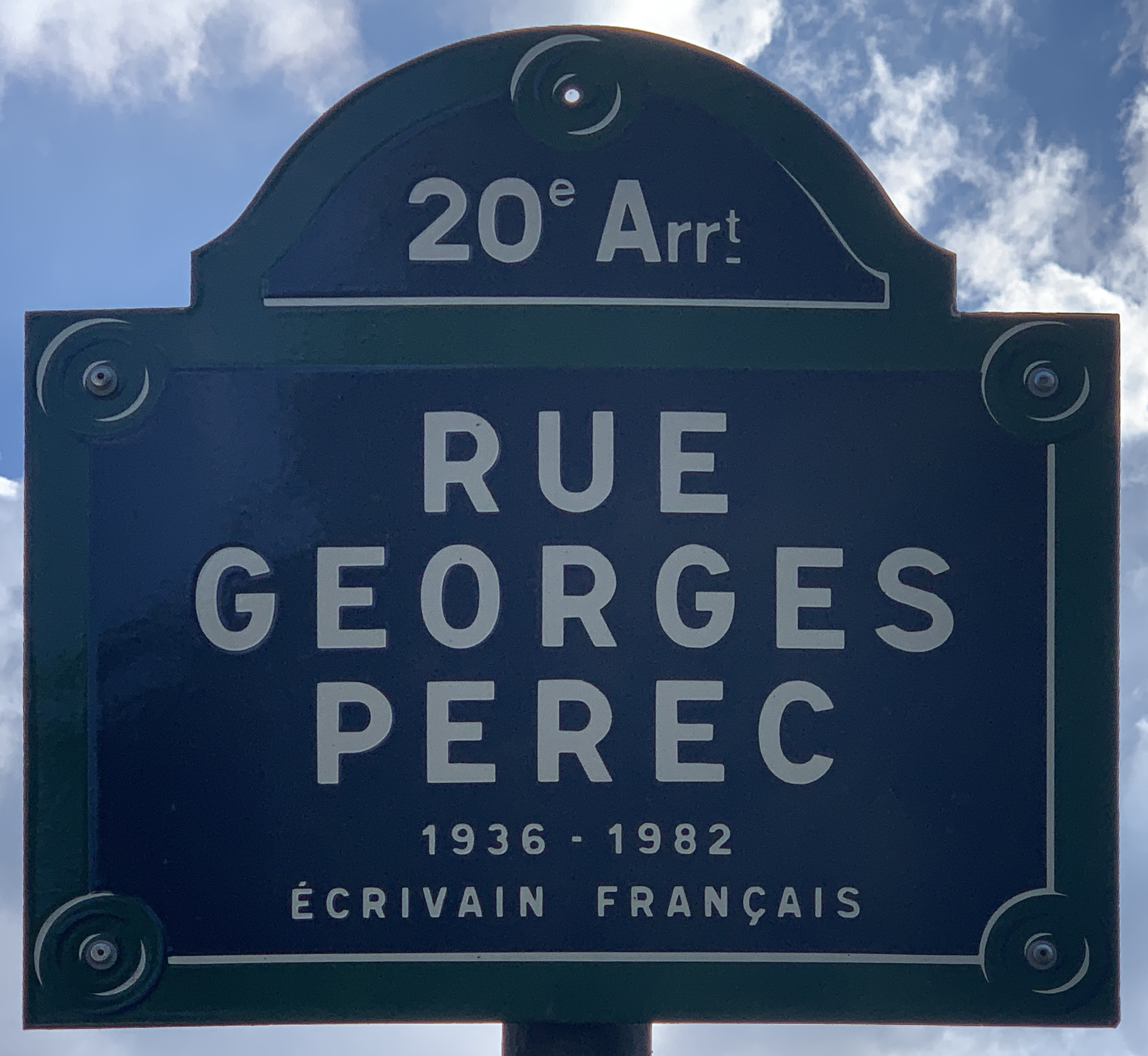
Plaque de la rue.
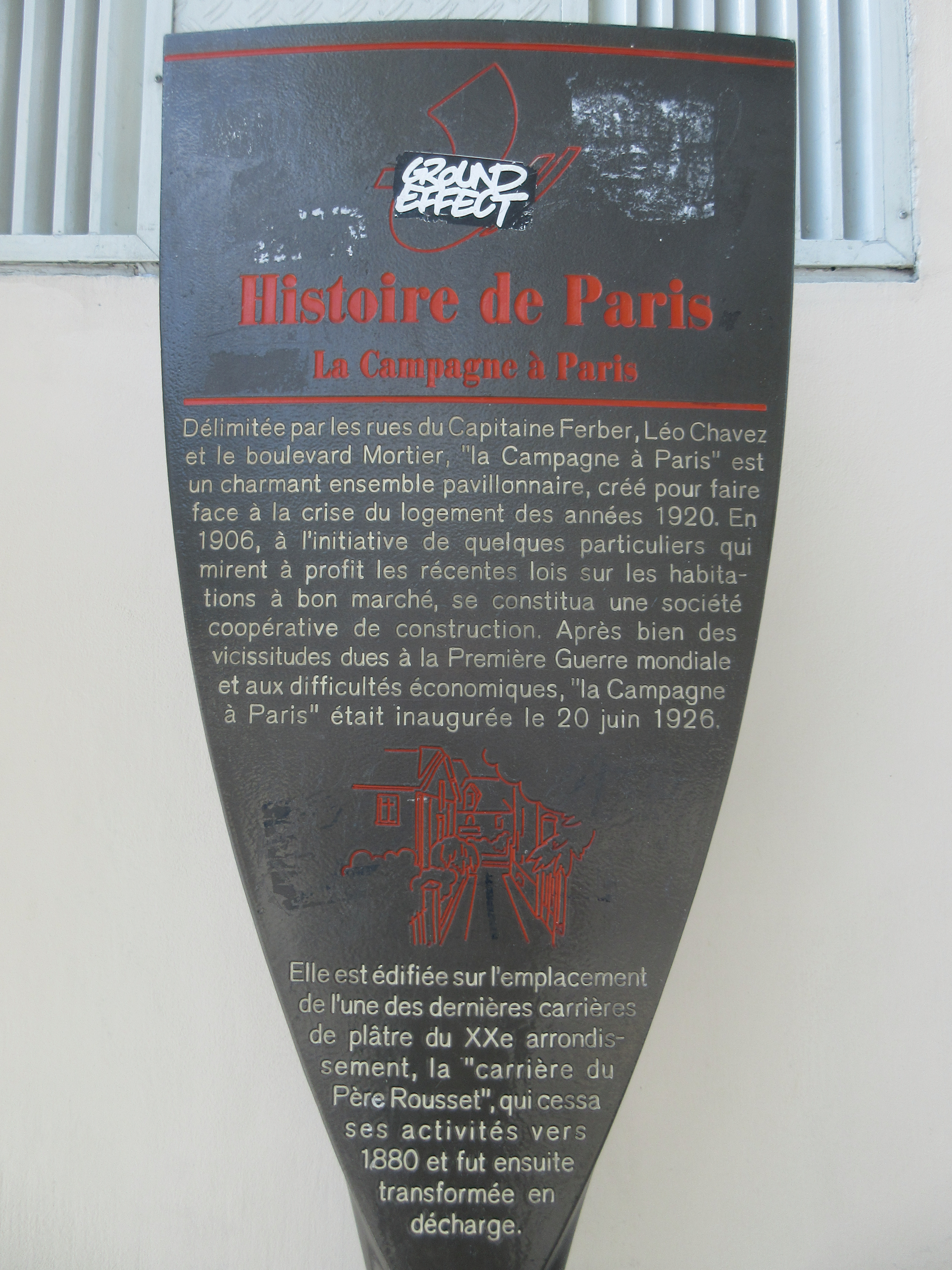
Panneau Histoire de Paris « La Campagne à Paris »

## Historique
La voie est créée par un arrêté municipal du 18 novembre 1991 sous le nom provisoire de « voie P/20 » et prend sa dénomination actuelle par un autre arrêté municipal du 31 janvier 1994.

## Bâtiments remarquables et lieux de mémoire
Curiosité de cette rue, il n’y a qu’une seule maison dont l'entrée principale donne sur cette rue et sa plaque indique le numéro 13, sans qu'aucun autre numéro apparaisse. Ce fait a été attesté par l'écrivain français Marcel Bénabou, membre de l'OuLipo et qui en fera le commentaire sur le site officiel de ce groupe littéraire. D'après le cadastre, cette maison porte le numéro 13 car située au 13, rue Jules-Siegfried. Excepté cette maison, les autres résidences situées le long de la rue ne semblent pas bénéficier d'accès sur la rue elle-même et, par conséquent, aucun autre numéro de plaque n'y figure. La rue ne comporte aucun professionnel référencé dans les différents annuaires.

Selon les propres termes de Marcel Bénabou : 
« À un auteur remarquable par sa singularité, il fallait une rue remarquable par sa singularité. À un auteur, par bien des côtés, unique, une rue, par bien des côtés, unique. »